# Uliano
Uliano  è un nome proprio di persona italiano maschile.

## Varianti
- Alterati: Oliano[1]
- Femminili: Uliana[1], Oliana[1]

## Origine e diffusione
Nome di ispirazione ideologica, rappresenta la ripresa del cognome di Lenin, Vladimir Il'ič Ul'janov. In parte può essere un ipocoristico di vari nomi, ad esempio Giuliano. È accentrato principalmente in Emilia-Romagna e in Toscana.

## Persone
- Uliano Lucas, fotografo e fotoreporter italiano

### Variante femminile Uliana
- Uliana Pernazza, medaglista italiana